# Johan Perez de Avoin
Johan Perez de Avoin (Aboim da Nóbrega, Braga, 1228 – 1287) è stato un trovatore portoghese, appartenente alla piccola nobiltà portoghese, attivo nella seconda metà del XIII secolo.
È autore di undici componimenti poetici: sette cantigas de amor, una pastorela e tre tenzoni, due con Johan Soarez Coelho e una con Lourenço. 